# Cicindela repanda
Cicindela repanda – gatunek chrząszcza z rodziny biegaczowatych i podrodziny trzyszczowatych. Zamieszkuje większą część Nearktyki, w tym Kanadę i Stany Zjednoczone.

## Taksonomia
Gatunek ten opisany został po raz pierwszy w 1825 roku przez Pierre’a F.M. Auguste’a Dejeana. Lokalizację typową późniejsi autorzy ustalili jako Farmingham w hrabstwie Middlesex w Massachusetts. W 1897 roku Thomas Casey wyróżnił w jego obrębie podgatunek C. r. unijuncta, a w 1921 roku Mares wyróżnił podgatunek C. r. hoosieri – oba zsynonimizowane zostały z podgatunkiem nominatywnym przez Walthera Horna w 1926 roku. W 1929 roku Warren Knaus opisał gatunek Cicindela tanneri, upamiętniając epitetem gatunkowym Vasco Myrona Tannera, jako miejsce typowe wskazując Green River w stanie Utah. Później obniżono mu rangę do podgatunku w obrębie C. repanda. Kolejny podgatunek opisany został w 1951 roku przez Patricię Vaurie z Truro w Nowej Szkocji.
Współcześnie w obrębie tego gatunku wyróżnia się więc trzy podgatunki:
- Cicindela (Cicindela) repanda novascotiae Vaurie, 1951
- Cicindela (Cicindela) repanda repanda Dejean, 1825
- Cicindela (Cicindela) repanda tanneri Knaus, 1929

## Morfologia

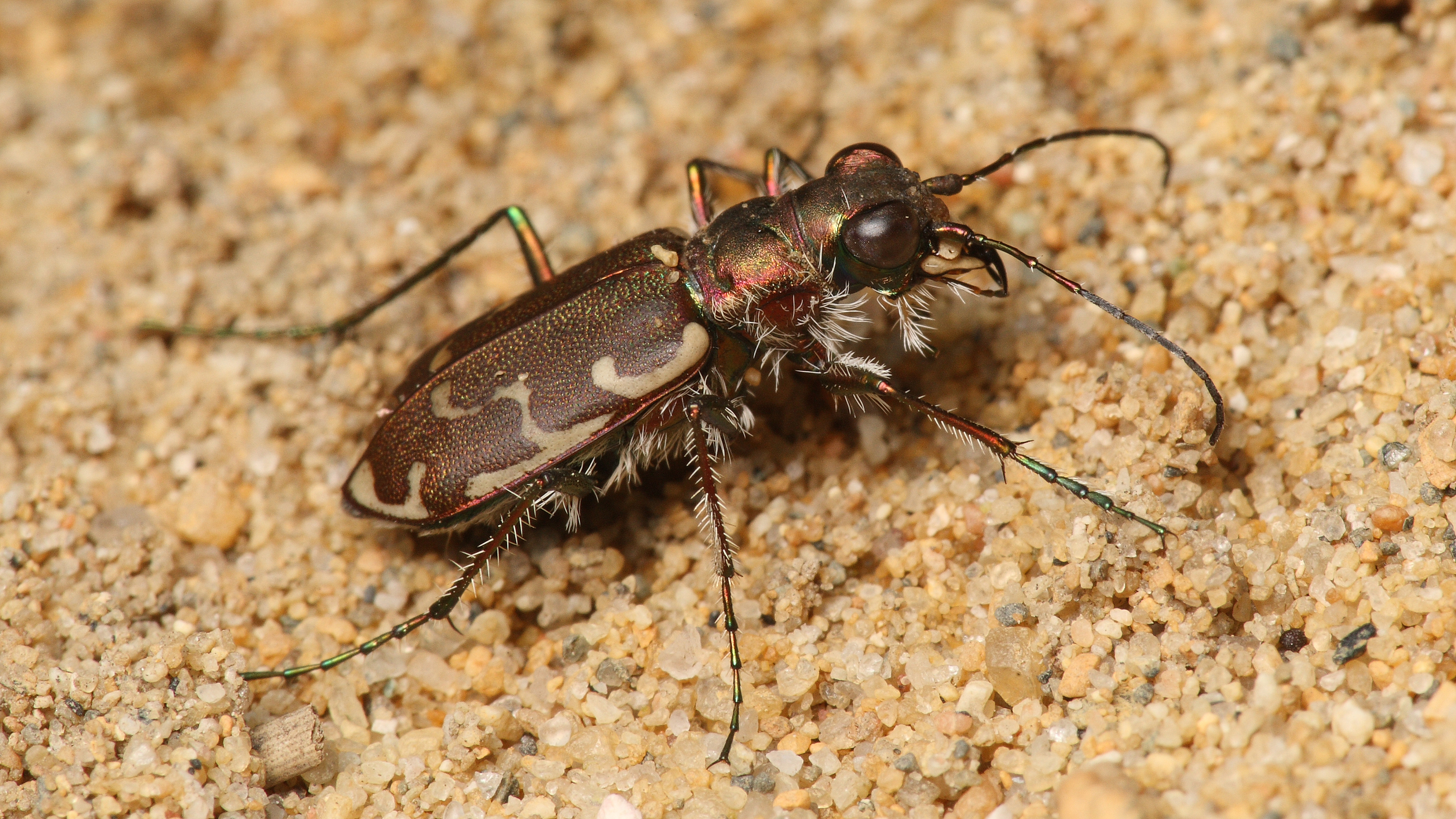
Imago

Chrząszcz o ciele długości od 11 do 13 mm. Wierzch ciała ma ubarwienie rude do spiżowobrązowego, tylko u osobników będących świeżo po opuszczeniu poczwarki bywa zielonkawy; najbardziej rudy odcień występuje u C. r. novascotiae. Na pokrywach występują typowo trzy pary paskowatych plam o kremowej, żółtawobiałej barwie. Przednia z tych plam ma kształt litery „C”, a nie „G” jak u C. hirticollis, środkowa jest zakrzywiona ku tyłowi i następnie ku szwowi, a tylna obejmuje wierzchołek pokrywy, rozciąga się wzdłuż jej krawędzi ku przodowi, a następnie odbija ku szwowi. U podgatunku nominatywnego plamy te są zwykle kompletne, nie połączone ze sobą i umiarkowanej grubości, aczkolwiek spotyka się osobniki o plamach częściowo wzdłuż zewnętrznego brzegu pokryw połączonych. U C. r. tanneri plamy te są bardzo szerokie i zwykle zlewają się wzdłuż zewnętrznych brzegów pokryw. U C. r. novascotiae dominują osobniki o plamach zredukowanych do cienkich, przerywanych linii i oderwanych kropek. Przedplecze u C. repanda ma zarys wrzecionowaty, z przodu i z tyłu podobnie zwężony, co odróżnia go od podobnie ubarwionych C. duodecimguttata i C. oregona, które to mają przedplecze odwrotnie trapezowate w obrysie. Spód ciała C. repanda może mieć barwę niebieskozieloną lub miedzianą, zawsze z silnym połyskiem metalicznym. Porośnięty jest on krótkim, białym owłosieniem, które jednak nie tworzy na bokach tułowia kęp tak wydatnych jak u C. hirticollis.

## Ekologia i występowanie

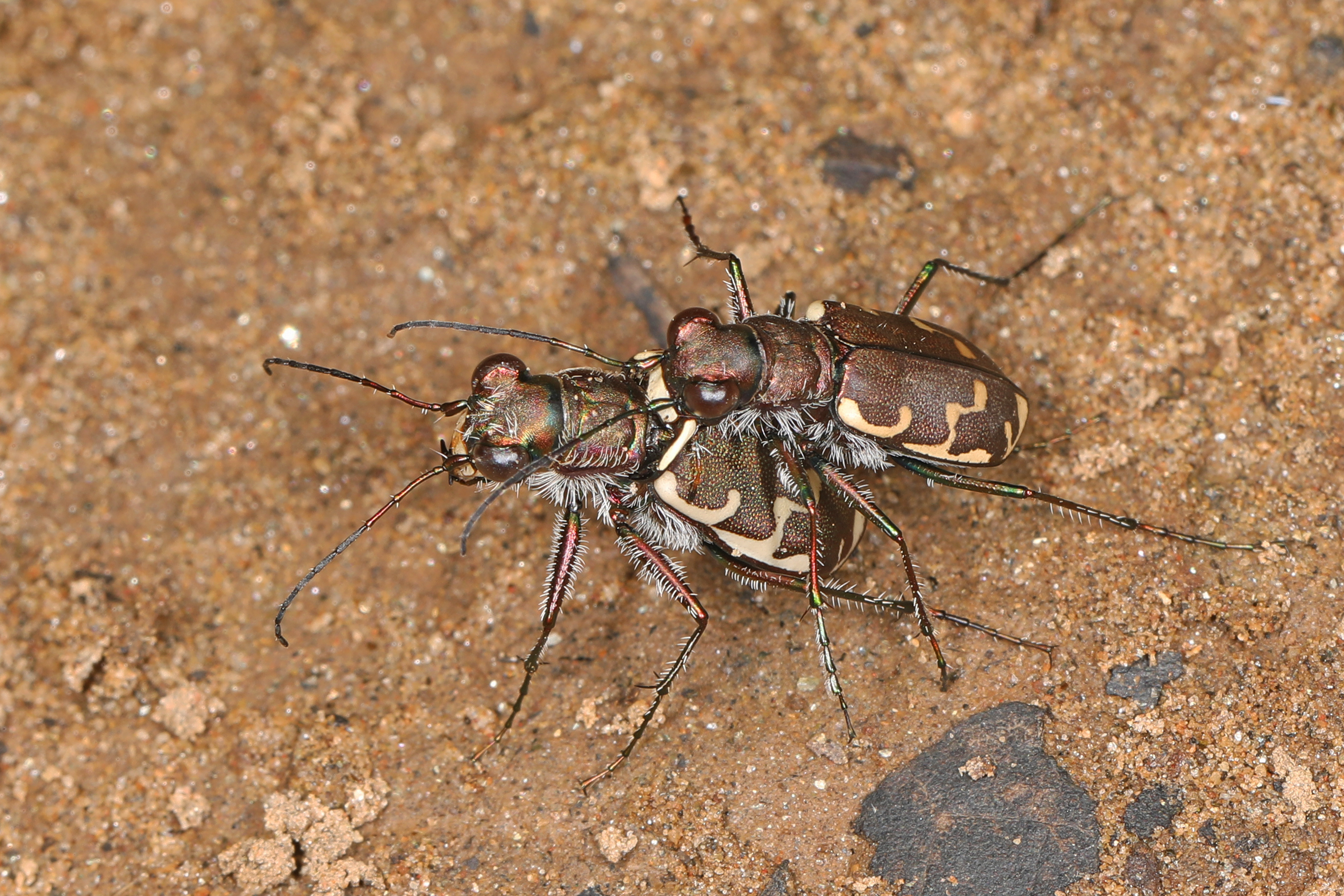
Zaloty

Owad ten zasiedla piaszczyste plaże i pobrzeża Atlantyku, rzek i jezior, położone powyżej plaż wydmy oraz wilgotne, piaszczyste pobocza dróg. Postacie dorosłe mają dwa okresy pojawu, aczkolwiek bywają aktywne również pomiędzy nimi. W północno-zachodniej części zasięgu pierwszy z nich trwa od marca do początku lipca, a drugi od środka sierpnia do początku października. W północno-wschodniej części zasięgu pierwszy trwa od marca do czerwca, a drugi od sierpnia do końca września. W południowo-wschodniej części zasięgu pierwszy przypada na okres od stycznia do czerwca, a drugi od sierpnia do października. Owady dorosłe często występują gromadnie i mogą współwystępować z innymi trzyszczami, w tym C. ancocisconensis, C. columbica, C. duodecimguttata, C. hirticollis i C. oregona. Aktywne są za dnia, na noc zagrzebując się płytko w piasku. Są drapieżnikami aktywnie polującymi na owady, ale jako jedne z nielicznych trzyszczy uzupełniają dietę małymi owocami. Również drapieżne larwy żyją w norkach wykopanych we wcześniej wymienionych siedliskach piaszczystych. Często norki te występują w dużym zagęszczeniu. Cykl życiowy w większości zasięgu jest dwuletni; stadium zimującym są zarówno larwy, jak i postacie dorosłe.
Gatunek nearktyczny, należący do najszerzej rozprzestrzenionych i najpospolitszych trzyszczy tej krainy. Większość zasięgu zajmuje podgatunek nominatywny. W Kanadzie znany jest z Kolumbii Brytyjskiej, Alberty, Saskatchewan, Manitoby, Ontario, Quebecu, Nowej Fundlandii, Labradoru, Nowego Brunszwiku, Wyspy Księcia Edwarda i Nowej Szkocji, a niepewny jego rekord pochodzi z Terytoriów Północno-Zachodnich. W Stanach Zjednoczonych podawany jest z Waszyngtonu, Oregonu, Idaho, Montany, Wyoming, Utah, Kolorado, północno-wschodniej Arizony, Nowego Meksyku, Dakoty Północnej, Dakoty Południowej, Nebraski, Kansas, Oklahomy, północnego i środkowego Teksasu, Minnesoty, Iowy, Missouri, Arkansas, Luizjany, Michigan, Wisconsin, Illinois, Indiany, Ohio, Kentucky, Tennessee, Missisipi, Alabamy, Nowego Jorku, Vermontu, New Hampshire, Maine, Massachusetts, Rhode Island, Connecticut, Pensylwanii, New Jersey, Marylandu, Dystryktu Kolumbii, Delaware, Wirginii Zachodniej, Wirginii, Karoliny Północnej, Karoliny Południowej, Georgii oraz północnej Florydy. Podgatunek C. r. tenneri występuje tylko w Utah, ale z północno-zachodniego Kolorado znane są populacje pośrednie pomiędzy nim a podgatunkiem nominatywnym. C. r. novascotiae jest z kolei endemitem Kanady, znanym z południowo-wschodniego Quebecu, północno-zachodniej Nowej Szkocji (w tym z Cape Breton) i Wyspy Księcia Edwarda, w sposób niepewny podanym z Nowego Brunszwiku.